# Cherax destructor
Cherax destructor là một loài tôm nước ngọt Australia trong họ Parastacidae. Loài này được xếp loại loài dễ thương tổn bởi World Conservation Union (IUCN), dù tính hiệu lực của xếp hạng này gây nghi vấn; số lượng vẫn đông đúc, và đã lan rộng ra nhiều môi trường sống được tạo ra bởi các hồ chứa nước và các đập nước trang trại.
Tần suất thay vỏ của chúng phụ thuộc vào tuổi và nhiệt độ. Trong điều kiện sống thích hợp, những cá thể Cherax destructor non có thể lột xác sau mỗi 5 – 7 ngày, khi chúng lớn hơn một chút thường lột xác sau mỗi 3 đến 4 tuần và khoảng thời gian giữa các lần lột xác sẽ tăng lên khi tôm càng lớn hơn. Những con trưởng thành chỉ lột xác vài lần trong năm. Việc thay vỏ sẽ giúp cho chúng tái tạo lại các bộ phận cơ thể đã bị mất trước đó, như râu, càng hoặc chân. Chúng thường sẽ cần ít nhất 2 đến 3 lần thay vỏ để tái tạo hoàn chỉnh các bộ phận hoặc chi bị mất. Nhưng đối với việc tái tạo lại càng thường sẽ không thể có hình dáng giống hệt và đồng đều với càng cũ, mà thường những chiếc càng mới có thể sẽ hơi bị teo tóp hay thậm chí có hơi biến dạng so với càng cũ hoặc càng còn lại.
Cherax destructor có thể thay đổi màu săc của vỏ tùy theo chế độ ăn và môi trường nuôi nhốt, nếu chúng được cung cấp một chế độ ăn nhiều đạm động vật:  chủ yếu là tôm hoặc tép luộc trong một khoảng thời gian dài và tránh ánh sáng trực tiếp của mặt trời; hoặc được chăm sóc trong nhà, chúng có thể sở hữu lớp vỏ màu xanh dương sáng hoặc đậm sau vài lần thay vỏ. Trong môi trường tự nhiên hoặc khi được cung cấp chế độ ăn tạp, bao gồm cả động vật và thực vật, chúng có thể phát triển lớp vỏ màu từ xanh rêu đến nâu sậm trên thân, với chóp càng màu xanh dương. 
Ngoài việc nuôi nhốt riêng hoặc thả nuôi theo cộng đồng gồm nhiều cá thể tôm hùm, chúng đã được biết là có thể nuôi giữ theo cặp khi đã trưởng thành (thường là từ 8 xen-ti-mét trở lên) với mục đỉnh làm cảnh hay sinh sản. Chúng có thể sống theo cặp lâu dài sau khi đã có thòi gian làm quen khi ở chung hồ hoặc bể có kích thước tương xứng với cặp tôm, sau khi đã nhận biết cá thể kia là con khác giới và chấp nhận làm bạn tình, chúng thường tỏ ra thân thiết, nhẫn nhịn và sẵn sàng chia sẻ lãnh thổ, thức ăn và nơi trú ẩn với bạn tình của mình. Tuy nhiên cũng có vài trường hợp chúng có thể sẽ đánh nhau dữ dội, thậm chí có thể hủy hoại lẫn nhau khi cảm thấy thật sự khó chịu với bạn cùng hồ. 

## Hình ảnh

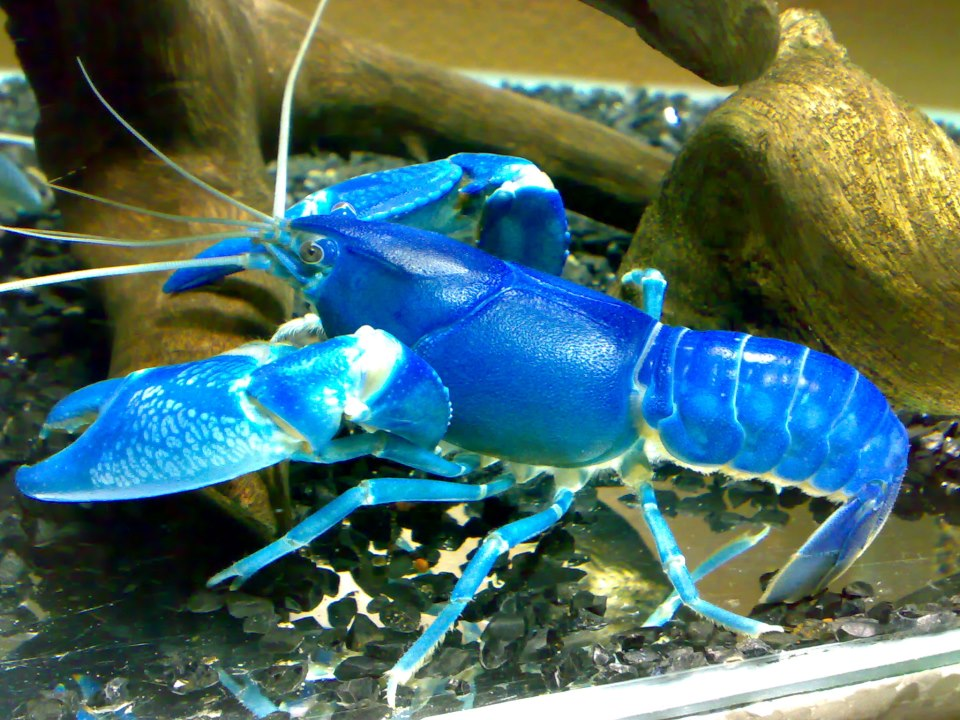
Cherax Destructor